# Volodymyr Zelenskyj
Volodymyr Oleksandrovyč Zelenskyj (též počeštěně Zelenský, ukrajinsky Володи́мир Олекса́ндрович Зеле́нський, * 25. ledna 1978, Kryvyj Rih) je ukrajinský politik, od května 2019 prezident Ukrajiny poté, co ve druhém kole dubnových voleb porazil úřadujícího prezidenta Petra Porošenka.
Před vstupem do politiky působil jako herec, scenárista, televizní moderátor a ředitel produkčního studia Kvartal 95.

## Osobní život a umělecká dráha
Volodymyr Zelenskyj se narodil v roce 1978 do rusky mluvící židovské rodiny v ukrajinském městě Kryvyj Rih v tehdejším Sovětském svazu. Jeho otec Olexandr Zelenskyj je profesorem kybernetiky, matka je inženýrka. Volodymyr Zelenskyj vystudoval právo na Kyjevské národní ekonomické univerzitě, ale nikdy v této oblasti profesionálně nepůsobil. Jeho dědeček Semjon Zelenskyj sloužil během druhé světové války jako pěšák v Rudé armádě a nakonec dosáhl hodnosti plukovníka. Semjonův otec a jeho tři bratři, kteří narukovali do Rudé armády, zahynuli během války. V březnu 2022 Zelenskyj řekl, že jeho židovští praprarodiče byli zabiti poté, co němečtí vojáci vypálili jejich vesnici při jednom z masakrů během holokaustu.

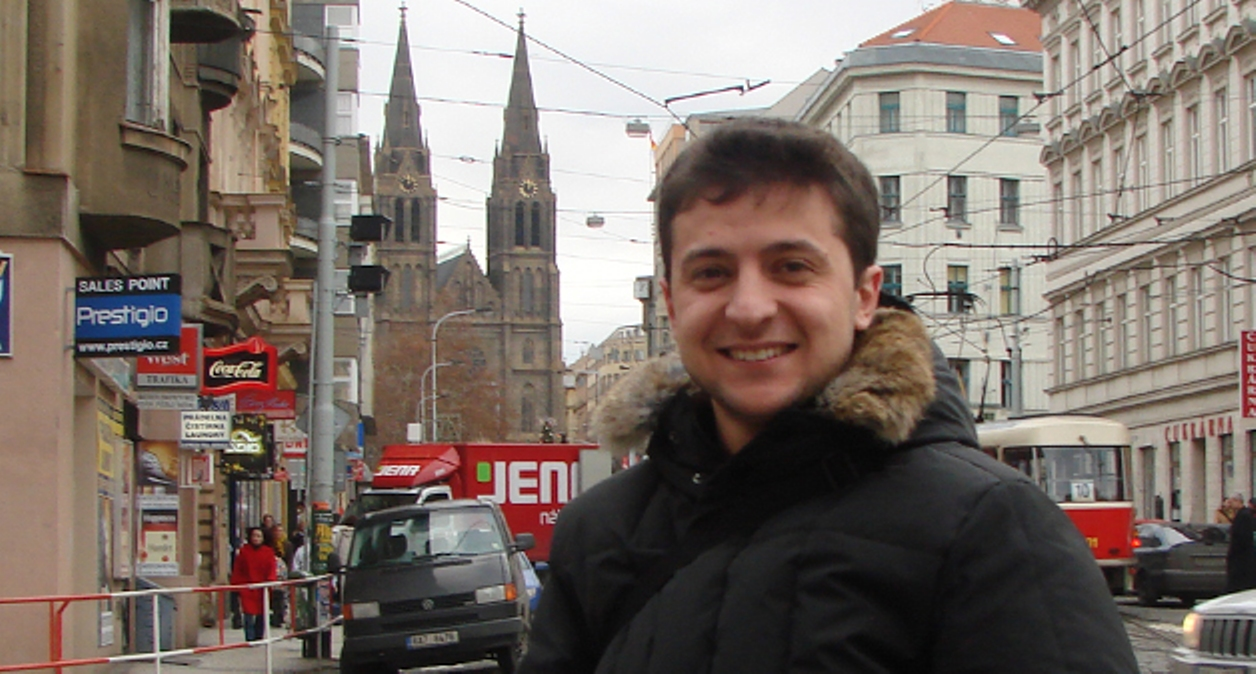
Zelenskyj v Praze v roce 2009

V sedmnácti letech se poprvé účastnil televizní humoristické soutěže KVN populární v zemích bývalého Sovětského svazu. V roce 1997 v soutěži KVN zvítězil. Ve stejném roce založil skupinu Kvartal 95, se kterou v letech 1998 až 2003 pokračoval v nejvyšších kolech KVN. Skupina během tohoto období vystupovala v dalších postsovětských zemích, přičemž měla základnu v Moskvě. V roce 2003 začal Kvartal 95 produkovat televizní pořady pro ukrajinskou televizi 1+1, později pro televizi Inter.
Známějším se stal na Ukrajině díky své účasti v pořadu Tanec s hvězdami (Танці з зірками, 2006). Poté hrál v ruskojazyčném filmu Láska ve velkém městě (Любовь в большом городе, 2009) a v jeho dvou pokračováních, dále ve filmu Služební román – Náš čas (Служебный роман – Наше время, 2011), v rusko-ukrajinském filmu Rževskij proti Napoleonovi (Ржевский против Наполеона, 2012) a ve filmové trilogii 8 prvních schůzek (8 первых свиданий, 2012).
V prezidentské volební kampani Zelenskyj podpořil hnutí Euromajdan a hovořil před jeho účastníky, finančně také podpořil ukrajinskou armádu bojující na Donbasu (sám se však v letech 2014 a 2015 vyhýbal mobilizaci). V srpnu 2014 se dostal do střetu s ukrajinským ministerstvem kultury, když kritizoval zákaz vystupování ruských umělců na ukrajinské půdě.
Roku 2015 hrál v populárním komediálním seriálu Sluha národa (Слуга народу) fiktivního ukrajinského prezidenta Vasilije Holoborodka. V seriálu ztvárnil mladého středoškolského učitele dějepisu, který vyhrál prezidentské volby poté, co se rozšířilo virální video kritizující zkorumpovanou ukrajinskou vládu. Politická strana Služebník lidu, za kterou v roce 2019 kandidoval v prezidentských volbách, byla pojmenována podle tohoto seriálu.
Rodnou řečí Zelenského je ruština, plynně mluví také ukrajinsky a hovoří anglicky.

## Politická kariéra

### Prezidentská kandidatura
Na Silvestra 2018 oznámil Zelenskyj svou kandidaturu v ukrajinských prezidentských volbách v březnu 2019 a začátkem února jej předvolební průzkumy považovaly za jednoho z favoritů. V prvním kole voleb získal největší počet hlasů z 39 kandidátů a společně s úřadujícím prezidentem Petrem Porošenkem postoupil do druhého kola prezidentské volby.
Zelenskyj byl jako kandidát strany Služebník lidu považován za antisystémového kandidáta, vystupujícího především proti všudypřítomné korupci. Hlásil se k podpoře členství Ukrajiny v EU i v NATO, ale o obojím by podle něj měli Ukrajinci rozhodnout formou referenda. V případě svého zvolení měl v úmyslu snažit se ukončit probíhající konflikt v Donbasu jednáním s Ruskem a nevylučoval ani uspořádání referenda o této záležitosti. Podle jeho tehdejšího vyjádření existovaly dvě cesty pro návrat Donbasu pod kontrolu Kyjeva: První zahrnovala rozsáhlou informační válku, kterou by vyhrála ukrajinská strana, přičemž obyvatelé Donbasu by si uvědomili, že jsou Ukrajinci. Druhou cestou podle něj bylo ukázat obyvatelům konfliktních regionů, že je země stále považuje za své občany: „Měli bychom jim platit důchody. Ano, je to velká ztráta pro rozpočet země, ale Luhansk a Doněck jsou také součástí naší země“. Navrácení Krymu pod ukrajinskou kontrolu naopak označil za nereálné, jedině snad až po změně režimu v Rusku. Jako rodák z Kryvého Rihu na jihovýchodě Ukrajiny, kde žije silná ruskojazyčná menšina, hovoří Zelenskyj od narození rusky a, na rozdíl od dalších dvou favorizovaných kandidátů – Petra Porošenka a Julie Tymošenkové – zastával ve volební kampani vůči ruskojazyčné menšině na Ukrajině vstřícnější postoj.
V prvním kole voleb dne 31. března získal více než 30 % hlasů a z prvního místa postoupil – spolu s Petrem Porošenkem – do druhého kola voleb, které se konalo 21. dubna 2019. To přineslo podle očekávání vítězství Zelenského. Při volební účasti, která se pohybovala kolem 58 %, získal vítězný kandidát podle průzkumů provedených u volebních uren 74 % hlasů voličů, zatímco na dosavadního prezidenta Porošenka připadlo 26 % hlasů.

### Prezident Ukrajiny
Po sečtení hlasů ve volbách se Zelenskyj stal zvoleným prezidentem. Ihned po zvolení vyvolal kontroverzi, když nabídl všem Rusům ukrajinské občanství, čímž reagoval na ruského prezidenta Vladimira Putina, který dříve nabídl občanství Ruské federace Ukrajincům výměnou za slib věrnosti Rusku. Také se dožadoval přesunutí data své inaugurace na 19. května z původního 28. května. Kritici tvrdili, že o posun data žádá, aby mohl rozpustit parlament. To se pak i skutečně stalo a den po nastoupení do úřadu, 20. května 2019, podal premiér Volodymyr Hrojsman na nátlak Zelenského demisi. Rozpuštění parlamentu odůvodnil Zelenskyj tím, že jeho strana v něm nemá zastoupení a tudíž by nebyl schopný prosazovat změny, které chce uskutečnit.
Ve svém inauguračním projevu Zelenskyj nabídl uzavření míru s Ruskem. V prosinci 2019 se Zelenskyj poprvé setkal s Putinem, když v Paříži dne 9. prosince 2019 podepsal s Putinem, Emmanuelem Macronem a Angelou Merkelovou Normandský formát (Normandy Format), který měl zahájit klid zbraní a vést k míru na východní Ukrajině. Jednání předcházel telefonát Zelenského s prezidentem Donaldem Trumpem. Výsledkem jednání byla výměna zajatců mezi Ukrajinou a Ruskem, obnovení příměří (v té době více než 20. pokus od počátku konfliktu v roce 2014) a závazek pokračovat v jednáních v rámci Minské dohody s cílem dosažení míru. Nebyla podepsána žádná nová mírová smlouva ani finální dohoda o ukončení konfliktu. Jednání vedlo k určitým krátkodobým zlepšením, ale skutečný mír nenastolilo.

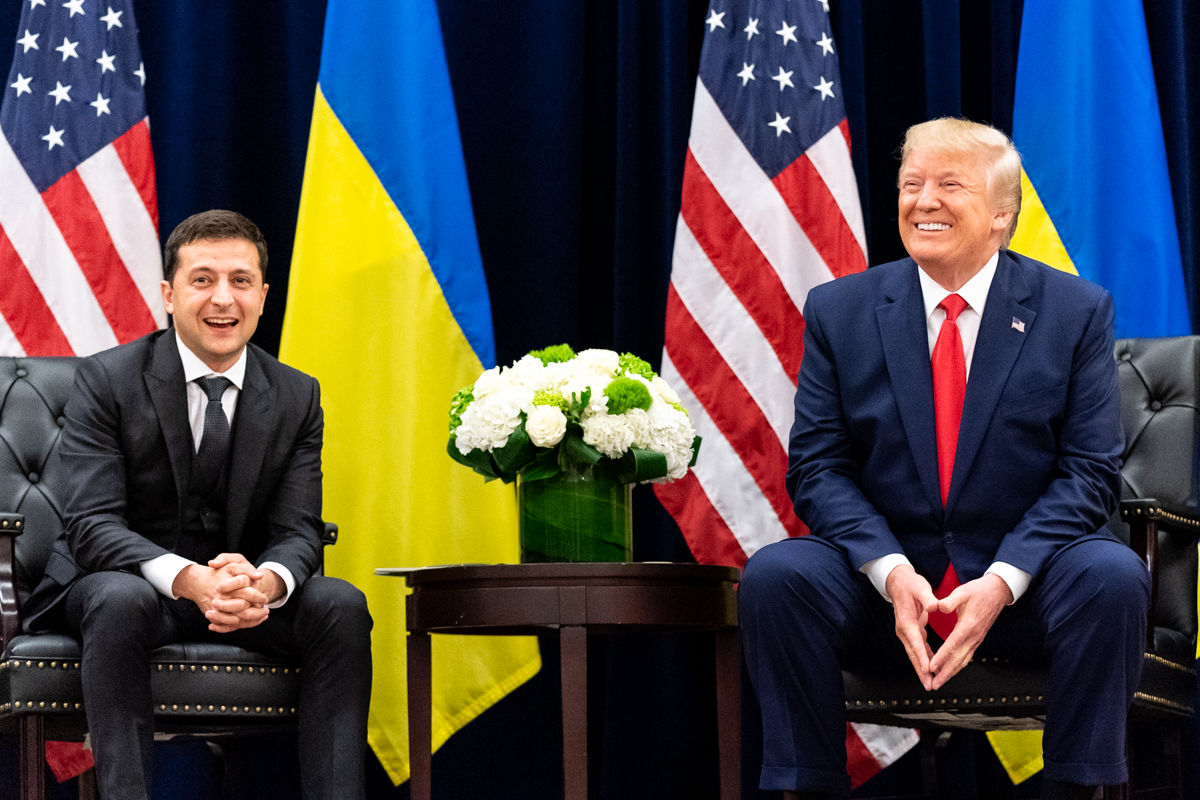
Zelenskyj a americký prezident Donald Trump v New Yorku 25. září 2019

V dubnu 2021 jednal v Paříži o vstupu Ukrajiny do NATO. Koncem listopadu 2021 prohlásil v televizním projevu, že má informace o chystaném státním převratu podporovaném z Ruska, ke kterému mělo dojít z 1. na 2. prosince 2021, ten se ovšem nakonec neuskutečnil.
Bývalý ukrajinský prezident Petro Porošenko začal být od prosince 2021 na Ukrajině vyšetřován kvůli podezření z vlastizrady a z financování terorismu, protože v roce 2014 dohodl nákup uhlí z území ovládaného proruskými separatisty na Donbasu. Pokud by byl Porošenko shledán vinným, hrozí mu až 15 let odnětí svobody. Porošenko se domníval, že jeho případ byl vykonstruovaný na pokyn prezidenta Zelenského. Přesto se Porošenko v lednu 2022 vrátil do vlasti z Polska, kam se v prosinci 2021 uchýlil.
Dne 24. února 2022 došlo k eskalaci rusko-ukrajinské krize, když po delším shromažďování ruských jednotek u ukrajinských hranic (pod záminkou cvičení) prezident Ruské federace Vladimir Putin ohlásil zahájení vojenské operace proti Ukrajině za smyšleným účelem „denacifikace“ země. Zelenskyj se odmítl podřídit ruskému nátlaku, zůstal v Kyjevě i přes to, že mu byl nabídnut od amerického prezidenta Joe Bidena odvoz do bezpečí do USA, neboť věděl, že jeho přítomnost a odhodlání jsou důležitou podporou a motivací pro obranu země. Jeho vystupování v největším vojenském konfliktu v Evropě od konce druhé světové války je oceňováno také ze strany expertů.

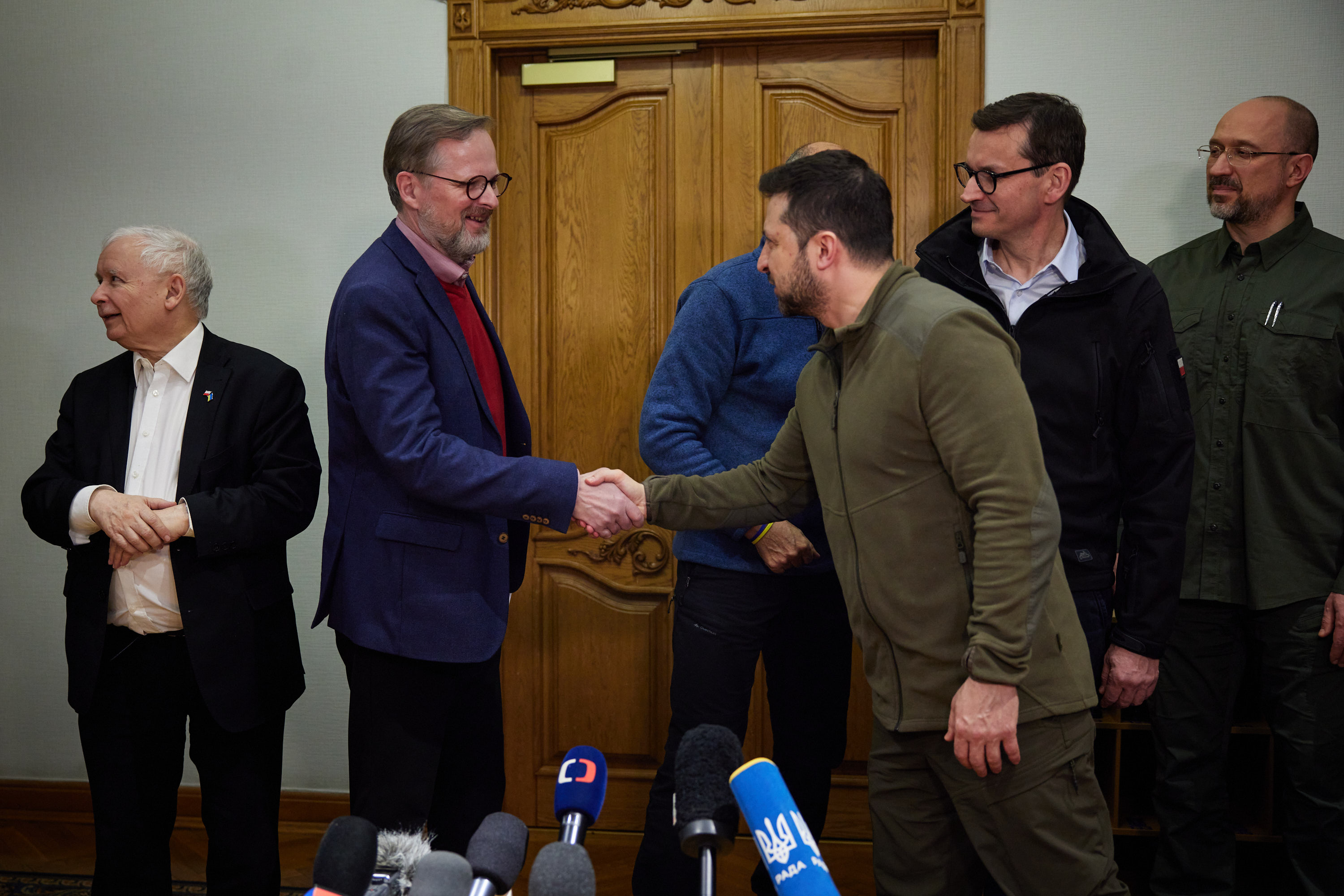
Setkání Volodymyra Zelenského s českým premiérem Petrem Fialou a dalšími premiéry během ruského útoku na Ukrajinu, 15. března 2022

Dne 25. května vyhlásil Zelenskyj vojenskou mobilizaci a zakázal všem ukrajinským mužům ve věku od 18 do 60 let opustit Ukrajinu.
V úterý 15. března 2022 se v obléhaném Kyjevě setkal s českým premiérem Petrem Fialou, polským premiérem Mateuszem Morawieckim a slovinským premiérem Janezem Janšou, kteří mu vyjádřili podporu v boji proti ruským okupantům a jednali s ním o další pomoci Ukrajině. Setkání bylo řadou českých, ukrajinských i světových politiků a novinářů hodnoceno jako statečné a historické.
Koncem května 2022 Zelenskyj prohlásil, že všichni ukrajinští muži v odvodovém věku mají povinnost zůstat na Ukrajině a dále uvedl, že v bojích na východní Ukrajině je každý den zabito až 100 ukrajinských vojáků.
V květnu 2022 odmítl návrh bývalého amerického ministra zahraničí Henryho Kissingera, aby Ukrajina Rusku postoupila kontrolu nad Krymem a Donbasem výměnou za mír. Dne 25. května 2022 prohlásil, že Ukrajina nepřistoupí na mír, dokud Rusko neopustí všechna okupovaná území Ukrajiny, včetně Krymu a Donbasu. Později však prohlásil, že nevěří, že by všechna území okupované Ruskem od roku 2014, včetně Krymu, mohla být získána zpět vojenskou silou a vyslovil názor, že „Pokud se rozhodneme jít touto cestou, ztratíme statisíce lidí“.
Dne 30. května 2022 kritizoval vedoucí představitele EU za příliš měkký postoj vůči Rusku a zeptal se: „Proč může Rusko stále vydělávat téměř miliardu eur denně prodejem energie?“ Podle studie, kterou zveřejnilo Centrum pro výzkum energie a čistého ovzduší (CREA), během tří měsíců od začátku ruské invaze zaplatily členské státy Evropské unie Rusku kolem 56 miliard eur za dodávky ropy a zemního plynu.

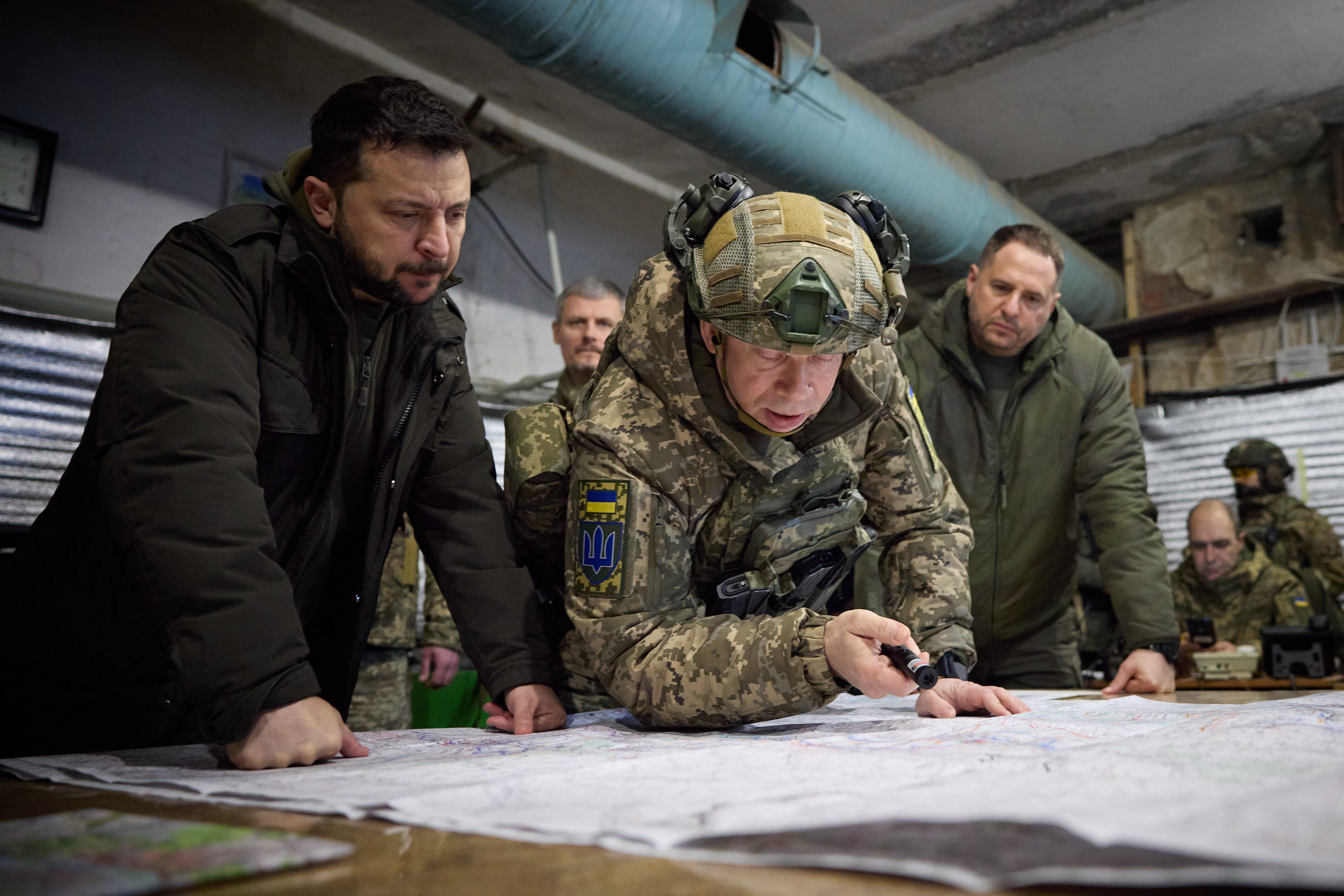
Zelenskyj a velitel ukrajinských pozemních sil Oleksandr Syrskyj v Charkovské oblasti v listopadu 2023

Dne 20. června 2022 se prostřednictvím videokonference obrátil na představitele států Africké unie (AU). Africké vůdce pozval na virtuální setkání, ale nabídku přijali pouze čtyři z nich. Dne 20. července 2022 odmítly jihoamerické státy sdružené v bloku Mercosur Zelenského žádost vystoupit na summitu v Paraguayi.
Z důvodu rostoucího počtu dezercí z ukrajinské armády podepsal začátkem roku 2023 nový zákon, který stanovil, že dezerce nebo „nedostavení se do služby bez platného důvodu“ bude mít za následek až 12 let vězení. Jen za rok 2024 zahájili ukrajinští vojenští prokurátoři 60 tisíc řízení s vojáky, kteří opustili své pozice. Zákon byl v listopadu 2024 zmírněn a v případě první dezerce se vojáci mohou beztrestně vrátit ke své vojenské jednotce.
V květnu 2023 navštívil Mezinárodní trestní soud v Haagu a prohlásil, že by rád viděl ruského prezidenta Vladimira Putina stanout před soudem a zodpovídat se za válečné zločiny spáchané během války na Ukrajině.
Během projevu na půdě Valného shromáždění OSN dne 19. září 2023 Zelenskyj vyzval neutrální země v Latinské Americe, Africe a Asii, aby opustily svou neutralitu a podpořily Ukrajinu.
Koncem roku 2023 a počátkem roku 2024 se objevily v médiích zprávy, že ruský prezident Putin je ochoten uzavřít příměří, které by zmrazilo válku na současných frontových liniích. Zelenskyj tyto návrhy odmítl během svého projevu na Světovém ekonomickém fóru v Davosu a varoval, že „jakýkoli zamrzlý konflikt se nakonec znovu rozhoří“. „Spravedlivého a stabilního“ míru bude podle Zelenského dosaženo jedině tím, že se bude pokračovat v posílání zbraní na Ukrajinu.

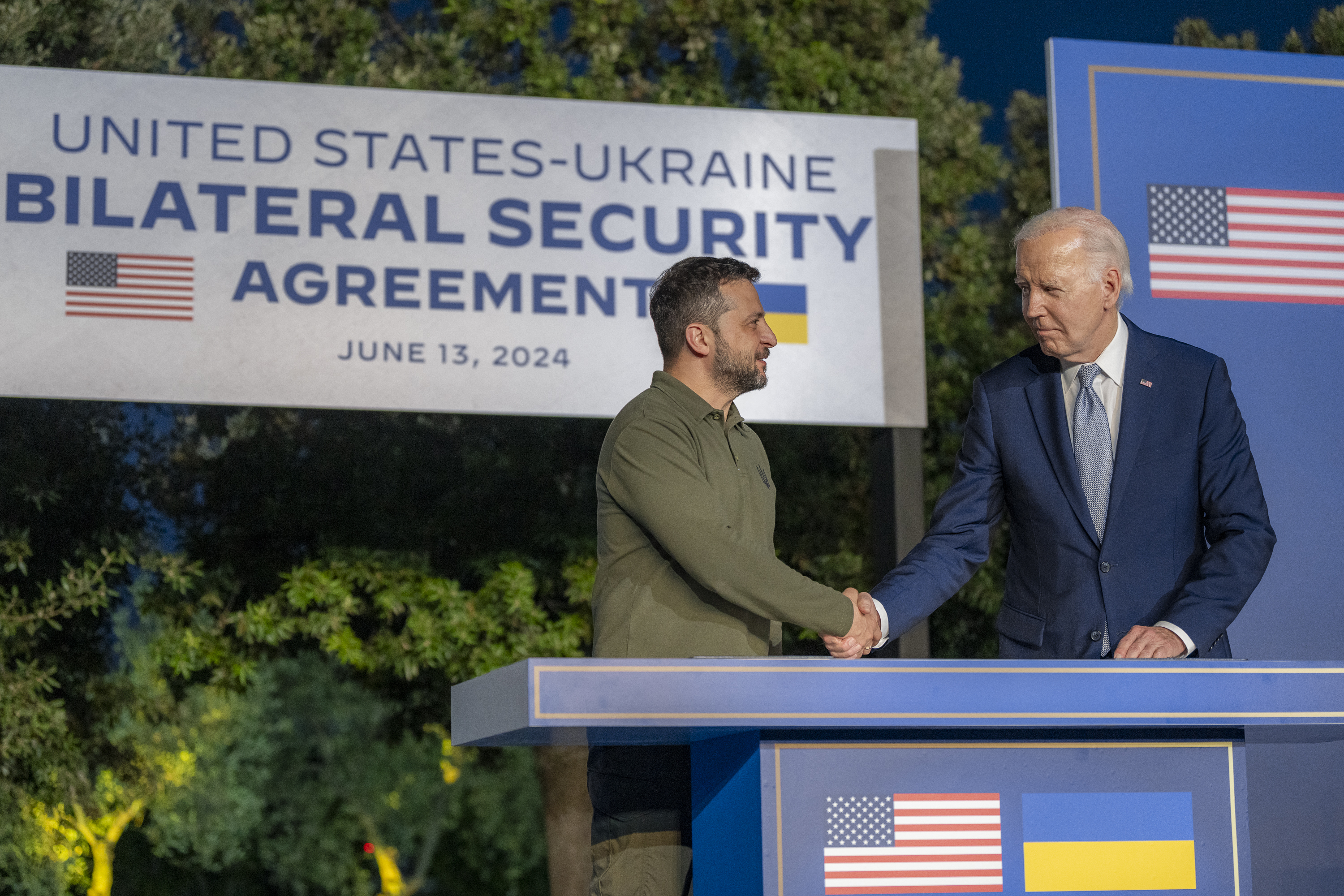
Zelenskyj a americký prezident Joe Biden v červnu 2024

V dubnu 2024 mělo dojít ke konání prezidentských voleb, v nichž by Zelenskyj svůj prezidentský mandát mohl obhajovat. Vzhledem k tomu, že v zemi je již od února 2022 válečný stav, ovšem nebylo možné volby uspořádat. Naprostá většina občanů Ukrajiny přitom nastalou situaci chápala a rozhodnutí volby odložit schvalovala.
V dubnu 2024 Zelenskyj podepsal nový mobilizační zákon, aby mohl být navýšen počet vojáků v ukrajinské armádě. Podepsal také zákon o snížení věku pro mobilizaci do ukrajinské armády z 27 na 25 let. V květnu 2024 nadále platilo vládní nařízení z února 2022, že ukrajinští muži ve věku od 18 do 60 let nesmí opustit zemi.
V květnu 2024 uvedla ukrajinská zpravodajská služba SBU, že zmařila pokus o atentát ze strany ruské zpravodajské služby FSB vůči Zelenského osobě.
V červnu 2024 Zelenskyj obvinil Čínu, že její podpora Rusku prodlužuje válku na Ukrajině. Podle Zelenského využilo Rusko čínské diplomaty k podkopání mírového summitu ve Švýcarsku.
V červnu 2024 Zelenskyj prohlásil, že Ukrajina podporuje dvoustátní řešení izraelsko-palestinského konfliktu a uznává nezávislou Palestinu. Vyzval k dodržování mezinárodního práva a k ukončení války v Pásmu Gazy a zdůraznil, že Ukrajina je připravena poskytnout Gaze humanitární pomoc.
Bidenova administrativa koncem roku 2024 tlačila na Ukrajinu, aby snížila věk branců a začala mobilizovat mladé lidi už od 18 let, protože Ukrajina podle americké vlády už dostala potřebné zbraně, ale pro další pokračování v boji musí zvýšit počet vojáků. Zelenskyj v únoru 2025 potvrdil, že Ukrajina umožní narukovat do armády mladým lidem ve věku 18 až 24 let.
Průzkum Kyjevského mezinárodního sociologického institutu (KIIS) v prosinci 2024 zjistil, že Zelenskému důvěřovalo 52 % dotázanýcn Ukrajinců. Nejvyšší podporu měl na západní Ukrajině. Na počátku ruské invaze v květnu 2022 Zelenskému důvěřovalo až 90 % dotázaných Ukrajinců. V případě další kandidatury na prezidenta by v prvním kole prezidentských voleb získal 24 % hlasů.

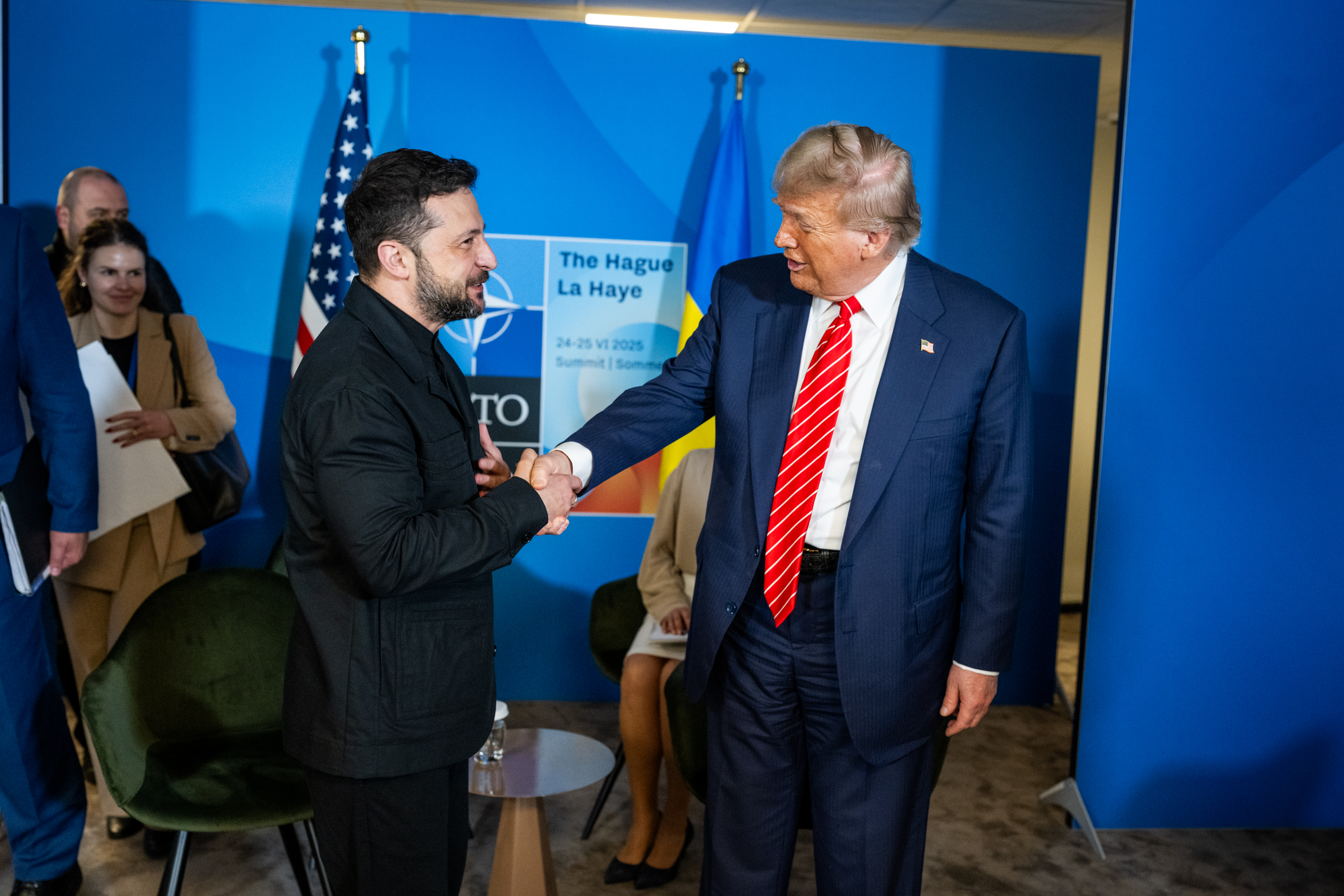
Zelenskyj a americký prezident Donald Trump na summitu NATO v Haagu 25. června 2025

V únoru 2025 souhlasil s podepsáním americko-ukrajinské dohody o ukrajinských nerostných surovinách. Dne 28. února 2025 mělo dojít k podepsání dohody, ale během setkání v Bílém domě došlo k hádce Zelenského s americkým prezidentem Donaldem Trumpem a viceprezidentem J. D. Vancem. Zelenskyj o den později napsal na síti X, že Ukrajina i Spojené státy "navzdory tvrdému dialogu zůstávají strategickými partnery". K podepsání dohody o ukrajinských nerostných surovinách došlo 30. dubna 2025. V květnu 2025 souhlasil s návrhem na bezpodmínečné příměří.
V srpnu 2025 uvedl Kyjevský mezinárodní sociologický institut, že důvěra v Zelenského klesla na 58 %, ačkoliv ještě na začátku léta se těšil důvěře 74 % obyvatel.

## Soukromý život
S manželkou Olenou Zelenskou má dceru Oleksandru a syna Kyryla.

## Majetek
Podle informací zveřejněných v říjnu 2021 Mezinárodním konsorciem investigativních novinářů v rámci projektu Pandora Papers vytvořil spolu s partnery ze společnosti Kvartal 95 síť offshorových firem, které tuto společnost ovládaly. Spolu se svou manželkou vlastnili společnost Film Heritage registrovanou v Belize. Během prezidentské volební kampaně v roce 2019 celou společnost převedl na svoji manželku a společnost také prodala své nejcennější aktivum, podíl ve společnosti Maltex Multicapital, tato však má i nadále společnosti Film Heritage vyplácet dividendy. Aféra Pandora Papers odhalila nelegální aktivity Zelenského, při nichž se snažil vyhnout placení daní z několika desítek milionů dolarů, které on a jeho společnosti obdržely od kontroverzního oligarchy Igora Kolomojského (už tyto peníze mají pocházet z trestné činnosti), I toto stálo za pádem jeho preferencí na pouhých 11% a za předpověďmi jeho brzkého politického pádu v období před ruskou invazí. "Odkloněné" peníze investoval do nemovitostí, jmenovitě se hovoří o Londýnu. Portfolio jeho nemovitostí je však širší, hodně investoval i v Rusku, rovněž zde docházelo ke značně pochybným nákupům se záhadným pozadím. Nemovitý majetek držel v Rusku a to i např. na Krymu minimálně do jara 2023. Premiéře filmu agentury Slidstvo.info o Zelenského offshorových aktivitách, která proběhla v budově kyjevské opery ještě před oficiální publikací materiálů Pandora Papers, se prý úřady snažily zabránit s tím, že nejde proud, sám Zelenskyj na dotazy k reportáži odmítl reagovat. Musel by totiž vysvětlovat svoji kritiku aktivit jiných politiků a podnikatelů v daňových rájích. Kritiku, která ho vynesla k moci v době, kdy sám jejich služeb už dávno (od roku 2012, v Belize, na Britských Panenských ostrovech, aj.) využíval.